# Свердловина піскопроявна
Свердловина піскопроявна (рос. скважина пескопроявляющая; англ. sand-showing well; нім. sandauftrettende Sonde f) — свердловина, в продукції якої міститься пісок (від часток відсотка до 1-2 % і більше).
Свердловини з піскопроявами характеризуються тим, що в них періодично утворюються вибійні піщані пробки, що можливо за будь-якого способу експлуатації: насосного, газліфтного та фонтанного. Значно рідше зустрічаються патронні та висячі пробки. Це ж відноситься і до газових та газоконденсатних свердловин. Для одних і тих же колекторів найбільша кількість неполадок через пісок стається у свердловинах, обладнаних штанговими насосами. Відпомповування штанговим насосом рідини, яка містить пісок, призводить до швидкого зношування плунжерів, втулок, клапанів та інших вузлів насоса, до заклинення плунжерів у циліндрах насосів і припинення подавання рідини. Боротьба з піскопроявами в цих свердловинах значно складніша, ніж у газліфтних, фонтанних та газових свердловинах. Це зумовлюється тим, що штангове насосне устатковання за конструкцією є складнішим піднімачем для рідини, яка містить пісок, ніж фонтанне.